# Carina Mejías
María Caridad Mejías Sánchez, más conocida como Carina Mejías (Barcelona, 19 de junio de 1964), es una abogada y política española. Tras iniciar su carrera política en el Partido Popular, con el que fue diputada del Parlamento de Cataluña entre 1999 y 2003, pasó a Ciudadanos-Partido de la Ciudadanía. Con este partido fue de nuevo diputada del Parlamento de Cataluña, entre 2006 y 2010; concejala en el Ayuntamiento de Barcelona desde las elecciones municipales de dicha ciudad en 2015 hasta 2019 y diputada en las Cortes Generales desde julio de 2019, en la XIII legislatura, en sustitución de Toni Roldán. En 2020 abandonó el partido y en 2023 se anunció su presencia en la candidatura de Vox en las elecciones legislativas de dicho año.

## Biografía
Licenciada en Derecho por la Universidad de Barcelona, máster en estudios humanísticos y sociales, itinerario jurídico por la Universidad Abad Oliva CEU. Ha ejercido como procurador de los tribunales en Barcelona desde 1991 hasta 2003. Es miembro del Colegio de Abogados de Barcelona.  Colaboradora habitual en diversos medios de comunicación, como Crónica Global o El Mundo.
Se afilió en 1991 al Partido Popular. Ha sido concejal en el Ayuntamiento de Barcelona y diputada en el Parlamento de Cataluña de 1999 a 2003 y de 2006 a 2010. El 15 de octubre de 2012 se presentó como independiente al proceso de primarias de Ciudadanos-Partido de la Ciudadanía (Cs) y fue elegida número tres por Barcelona para las elecciones al Parlamento de Cataluña de 2012, en las que salió elegida diputada. En enero de 2014, tras la renuncia de Jordi Cañas, fue designada portavoz de su grupo parlamentario y en junio del mismo año entró a formar parte del Comité Ejecutivo de Ciudadanos como portavoz de la acción política municipal.
En diciembre de 2014 fue designada, mediante un procedimiento de primarias, candidata a la alcaldía de Barcelona para las elecciones municipales de 2015. El 10 de abril de 2015 se produjeron las primarias para elegir los cinco primeros puestos de su lista municipal y resultaron electa Sonia Sierra (2), Marilén Barceló (3), Santiago Alonso Beltrán (4) y Francisco Sierra (5), que fueron los que salieron elegidos concejales en las elecciones municipales.
En 2020 abandonó Ciudadanos por discrepar del apoyo de su partido al Gobierno español durante la pandemia del COVID. En 2023 se presentó como número 2 de Vox en la provincia de Barcelona para las elecciones del 23J.